# Aguaza
Aguaza es un caserío del municipio español de Corral-Rubio, perteneciente a la provincia de Albacete, en la comunidad autónoma de Castilla-La Mancha.

## Historia
En el siglo XVI habría llegado a tener 10 vecinos labradores, sin embargo, hacia mediados del siglo XIX, el lugar, mencionado como aldea y ya por entonces perteneciente a Corral-Rubio, tenía contabilizada una población de sólo 2 vecinos labradores. Aparece descrito en el primer volumen del Diccionario geográfico-estadístico-histórico de España y sus posesiones de Ultramar de Pascual Madoz de la siguiente manera:

AGUAZA: ald. en la prov. de Albacete, part. jud. de Chinchilla, térm. jurisd. y á 1/2 hora al SE. de Corral-Rubio aunque en el siglo XVI parece tuvo 10 vec. labradores, hoy solo cuenta 2, habiendo ocasionado esta disminucion, segun se dice en el pais, las tercianas, á que este sitio es propenso; el terreno es de secano á escepcion de una pequeña parte destinada á hortaliza y verduras, que se beneficia con las aguas de un manantial dulce, llamado fuente de Aguaza, del cual se valen tambien los moradores de Corral-Rubio para lavadero de ropas y de inmemorial para abrevadero concejil de los ganados. Prod. trigo, centeno, cebada y avena: las tierras son de la clase de las desamortizadas, como pertenecientes al mayorazgo de segundo genitura, y agregacion que con ellas hicieron D. Beatriz Balterra Blanes y Terrer y su nieto D. Gerónimo Nuñez Robres en 1718 y 1773.
(Madoz, 1845, p. 129)